# Чегеден
Чегеден (кирг. Чегеден) — село в Ноокатском районе Ошской области Кыргызстана. Входит в состав Кенешского айылного аймака.

## География
Село расположено в западной части области, на правом берегу реки Косчан, на расстоянии приблизительно 8 километров (по прямой) к востоку от города Ноокат, административного центра района. Абсолютная высота — 1306 метров над уровнем моря.

## Население
Согласно оценочным данным Национального статистического комитета Кыргызской Республики, численность населения села на начало 2023 года составляла 450 человек.
| год     | 2009 | 2014 | 2015 | 2020 | 2021 | 2023 |
| ------- | ---- | ---- | ---- | ---- | ---- | ---- |
| человек | 285  | 320  | 365  | 412  | 414  | 450  |